# Alex Anthopoulos
Alex Anthopoulos (né le 25 mai 1977 à Montréal, Québec, Canada) est un dirigeant de baseball, présentement directeur général des Braves d'Atlanta de la Ligue majeure de baseball.
De 2009 à 2015, Anthopoulos est le directeur général des Blue Jays de Toronto.

## Carrière

### Débuts
Né à Montréal et détenteur d'un diplôme en économie de l'Université McMaster à Hamilton, Ontario, Alex Anthopoulos obtient son premier emploi au baseball en 2000 pour l'organisation des Expos de Montréal avant de devenir recruteur pour les Blue Jays en 2003.

### Blue Jays de Toronto
Anthopoulos succède à J. P. Ricciardi comme directeur général des Blue Jays de Toronto après le congédiement de ce dernier le 3 octobre 2009. Le premier geste d'importance posé le 16 décembre 2009 par Anthopoulos fut de transférer aux Phillies de Philadelphie le lanceur étoile Roy Halladay, que son prédécesseur tentait d'échanger depuis des mois.
Le 19 novembre 2012, Anthopoulos orchestre la transaction majeure entre les Blue Jays et les Marlins de Miami. À cette occasion, Toronto met la main sur l'arrêt-court vedette José Reyes, le lanceur gaucher Mark Buerhle, le lanceur droitier Josh Johnson, le joueur d'utilité Emilio Bonifacio et le receveur John Buck. En retour, les Jays cèdent aux Marlins l'arrêt-court Yunel Escobar, le voltigeur Jake Marisnick, le joueur d'avant-champ Adeiny Hechavarria, le receveur Jeff Mathis, les lanceurs droitiers Henderson Alvarez et Anthony DeSclafani et le lanceur gaucher Justin Nicolino. 
Moins d'un mois plus tard, le 17 décembre, Anthopoulos acquiert le lanceur droitier R. A. Dickey, qui vient juste de gagner en 2012 le trophée Cy Young du meilleur lanceur de la Ligue nationale. Le prix à payer est élevé, toutefois, puisque les Jays cèdent aux Mets de New York trois joueurs de ligues mineures : le lanceur droitier Noah Syndergaard, le receveur Travis d'Arnaud et le voltigeur Wuilmer Becerra. Le receveur John Buck est aussi envoyé à New York, alors que les receveurs Josh Thole et Mike Nickeas accompagnent Dickey vers Toronto.
Mais toutes ces transactions ne donnent pas les résultats espérés. Les Blue Jays terminent en 2013 au dernier rang de leur division avec 74 victoires et 88 défaites, à peine un succès de plus que l'année précédente. 
Après avoir plafonnés à 83 victoires et au 3e rang de leur division en 2014, les Blue Jays atteignent enfin les séries éliminatoires en 2015, pour la première fois en 22 ans. Avant le début de la nouvelle campagne, Anthopoulos acquiert le joueur de troisième but vedette Josh Donaldson des Athletics d'Oakland, en échange de trois joueurs d'avenir, l'arrêt-court Franklin Barreto, le lanceur droitier Kendall Graveman et le lanceur gaucher Sean Nolin. Donaldson sera le meilleur joueur de l'équipe en 2015. Les Jays attirent aussi à Toronto le receveur Russell Martin pour 5 saisons.
Avec 93 victoires contre 69 défaites, les Blue Jays gagnent en 2015 le titre de la division Est de la Ligue américaine grâce à leur meilleure performance depuis 1993. Malheureusement, leur parcours en éliminatoires s'arrête à deux victoires de la Série mondiale, lorsqu'ils sont battus en Série de championnat par Kansas City. 
Le contrat d'Anthopoulos vient à échéance le 31 octobre 2015. À la suite des succès des Blue Jays, il apparaît évident qu'une nouvelle entente lui sera offerte, ce qui est effectivement le cas. Mais Anthopoulos annonce le 29 octobre qu'il refuse un nouveau contrat de 5 ans et quitte le club. Dans les mois précédents, en août, les Blue Jays ont engagé Mark Shapiro pour remplacer Paul Beeston comme président de l'équipe, et il est spéculé que le directeur général n'aurait pas eu la même liberté d'action qu'avec son ancien patron.

### Dodgers de Los Angeles
Le 12 janvier 2016, Anthopoulos est nommé vice-président des opérations baseball des Dodgers de Los Angeles.

### Braves d'Atlanta
Le 13 novembre 2017, Anthopoulos est nommé directeur-général des Braves d'Atlanta.